# Правило Босмана
Правило Босмана (англ. Union Royale Belge des Sociétés de Football Association ASBL v Jean-Marc Bosman (1995); C-415/93) — рішення 1995 року Суду Справедливості стосовно вільного пересування працівників, свободи асоціацій та прямої дії статті 39-ї Угоди щодо ЄС. Ця справа суттєво вплинула на вільне пересування робочої сили та, як наслідок, трансферну політику футболістів у ЄС. Рішенням заборонені обмеження відносно легіонерів із країн ЄС в інших національних лігах і надані можливості гравцям ЄС вільно (без компенсації) переходити в інший клуб по завершенню договору.
Рішення стосувалося розгляду трьох справ, однією зі сторін якої виступав бельгійський гравець Жан-Марк Босман:
1. Футбольної асоціації Бельгії проти Босмана;
2. ФК «Льєж» проти Босмана та ін.;
3. УЄФА проти Босмана.

## Зміст
Босман був гравцем футбольного клубу «Льєж» у першому бельгійському дивізіоні і його контракт закінчився в 1990 році. Він захотів змінити команду і переїхати до «Дюнкерку» з Франції. Однак цей клуб відмовився сплатити трансферну вартість футболіста відповідно до запиту бельгійського клубу, тож «Льєж» відмовився відпустити Босмана. Одночасно клуб знизив платню Босману, оскільки той перестав грати в першій команді.
Босман подав позов до Європейського суду в Люксембурзі з оскарженням торгових обмежень, визначених правилами ФІФА, зокрема статті 17.

## Судове рішення
15 грудня 1995 Суд Справедливості ухвалив, що чинна система дійсно накладає обмеження на вільне пересування робочої сили, чим суперечить статті 39 (1) Угоди щодо ЄС (тепер — стаття 45 (1) Договору про функціонування ЄС). Босман та будь-які інші гравці ЄС отримали право на безкоштовний трансфер по завершенню своїх контрактів за умови переходу із клубу в клуб у межах ЄС.

## Значимість
До правила Босмана клуби (окрім Іспанії та Франції) могли перешкоджати гравцям щодо їхніх переходів. У Великій Британії трансферні трибунали існували з 1981 року для вирішення спорів між клубами щодо переходів гравців після закінчення їхніх контрактів. Правило Босмана усунуло потребу новому клубові сплачувати «відкупне» старому, якщо контракт гравця сплив. Гравці отримали змогу за 6 місяців укладати попередній контракт з іншим клубом.
Це правило також скасувало ліміти на легіонерів у внутрішніх футбольних лігах країн-учасниць ЄС як такі, що дискримінують громадян ЄС. Такі ліміти діяли як у внутрішніх першостях, так і у міжнаціональних змаганнях — УЄФА дозволяло випускати не більше трьох «чужих» гравців. Після набуття чинності правилом Босмана ліміти стали стосуватися лише футболістів, які не мали паспорта Євроспільноти.

## Приклади
Правилом, що почало діяти з 1995 р., вигідно скористалися кілька помітних гравців. 1996 р. так перейшов із «Аякса» в «Мілан» Едгар Давідс. У 1999 р. Стів МакМанаман, перейшовши вільно з «Ліверпуля» до мадридського «Реалу», став найбільш високооплачуваним британським гравцем в історії і був таким упродовж 1999-2001 р. Тобто футболісти отримали змогу заслуговувати на свою «реальну вартість». З іншого боку, клуби, що виховали гравців, позбавляли своєрідної винагороди. 2005 р. УЄФА навіть заявила, що вона зацікавлене в поновленні «добосманського» статусу, аби не поглиблювати прірву між елітними та напівпрофесійними клубами.

## Інші правові наслідки
2000 р. розглядали справу Юрі Легтонена (фін. Jyri Lehtonen), коли оскаржувалася заборона ФІБА на використання гравців, які відповідають правилу Босмана, в іншій команді в тому ж сезоні. Таке обмеження тоді було визнане справедливим.